# Carex oedipostyla
Carex oedipostyla là một loài thực vật có hoa trong họ Cói. Loài này được Duval-Jouve mô tả khoa học đầu tiên năm 1869.